# Juste un peu de réconfort
Juste un peu de réconfort è un mediometraggio del 2004 diretto da Armand Lameloise.

## Trama
Arnaud e Guillaume sono due adolescenti che finiscono il loro ultimo anno di liceo nella confusione ed il disordine. Mentre le vacanze estive si avvicinano in un clima teso fatto di amici, sigarette, ragazze, alcol e angosce personali, Arnaud comprende che sta innamorandosi del suo migliore amico...

## Distribuzione
Il film è stato proiettato in Italia solamente il 15 febbraio 2006 nell'ambito della "Rassegna di teatro, cinema e arte a tematica gay e lesbica"  tenutasi a Modena.

## Riconoscimenti
- Premio a Arthur Moncla per la miglior interpretazione maschile al Festival international du court métrage de Clermont-Ferrand del 2004